# Admiral (Kanada)
Admiral (angleško Admiral, okrajšava: Adm in francosko amiral, okrajšava: Am) je najvišji vojaški čin v Kanadskih oboroženih silah za pripadnika Pomorskega poveljstva, pri čemer ga po navadi nosi le en pripadnik in sicer trenutni načelnik Obrambnega štaba (CDS), ki je tako najvišji rangirani vojak Kanade. V primeru, če CDS izhaja iz Zemeljskega poveljstva oz. Zračnega poveljstva, pa nosi enakovredni čin generala. Zadnji admiral na mestu CDS je bil viceadmiral Larry Murray, ki pa je bil le v. d. načelnika Obrambnega štaba.
Do leta 1968, ko je bila izvršena unifikacija Kanadskih oboroženih sil, je bil činu enakovreden tudi čin zračnega glavnega maršala (Air Chief Marshal) v Kraljevem kanadskem vojnem letalstvu. Nižji čin je viceadmiral.
Oznaka čina je:
- epoleta ali naprsna oznaka: na kateri se nahaja krona svetega Edvarda, prekrižana sablja in maršalska palica ter štirje ramboidno razporejeni javorjevi listi[2];
- narokavna oznaka: ena široka črta (1968-2010) oz. ena široka črta in tri ozke črte s pentljo (od 2010).

V skladu s Natovim standardom STANAG 2116 čin spada v razred OF-9 in velja za štirizvezdni čin, kljub temu da ima oznaka namesto zvezd javorjeve liste.

## Galerija
- Narokavna oznaka
 (od 2010)
- Naramenska epoleta[1]

## Načini nazivanja
Admirali so ustno nazvani kot Admiral in ime, kot so tudi vsi ostali pomorski častniki z admiralskim činom; po tem uvodnem nazivu pa se uporablja Sir (gospod) oz. Ma'am (gospa). V francoščini podrejeni po uvodnem nazivu uporabljajo mon amiral (moj admiral). Admirali so po navadi upravičeni do uporabe štabnega avtomobila. 